# الإيدز في الإمارات العربية المتحدة
في نهاية عام 2006 أشارت الإحصاءات الرسمية إلى أن حوالي 540 شخصا أصيبوا بفيروس نقص المناعة البشرية والإيدز في الإمارات العربية المتحدة، وأن عدد الحالات الجديدة المسجلة بلغت حوالي 35 حالة سنويا. تعتبر إستراتيجية الإمارات العربية المتحدة الوطنية لمكافحة فيروس نقص المناعة البشرية في مراحلها الأولية، على الرغم من أن البرنامج الوطني لمكافحة الإيدز والوقاية منه موجود في البلاد منذ عام 1985.
فرضت الإمارات العربية المتحدة قيودا لإجراءات السفر بخصوص فيروس نقص المناعة البشرية والإيدز على الأشخاص المتقدمين للحصول على تأشيرة عمل أو إقامة. يلزم إجراء اختبار فيروس نقص المناعة البشرية أو الإيدز للحصول على تصاريح العمل أو الإقامة؛ ويجب أيضا إجراء الاختبار بعد الوصول.
يمنع العمال المهاجرون المصابون بفيروس نقص المناعة البشرية والإيدز من جميع مزايا الرعاية الصحية، ويتم عزلهم، ثم ترحيلهم فيما بعد.
وفي عام 2019 حققت الإمارات  المرتبة الأولى  عالمياً في مؤشر قلة معدل انتشار فيروس نقص المناعة البشرية الصادر ضمن تقرير تنافسية السياحة والسفر،

## القوانين المتعلقة بمكافحة الأمراض السارية
صدر القانون الاتحادي رقم 14 لعام 2014 في دولة الإمارات العربية المتحدة الذي يهدف إلى الحفاظ على الصحة العامة والحد من انتشار الأمراض السارية، بالإضافة لدعم جهود تطبيق استراتيجيات مكافحة الأمراض السارية ومنع انتشارها، وذلك بالتوازن مع حقوق الأفراد، وفقاً للوائح الصحية الدولية، ويسري القانون على جميع المقيمين في دولة الإمارات العربية المتحدة وعلى جميع الأمراض السارية ومن بينها مرض الإيدز. كما صدر القرار رقم 33 لعلم 2016 والمتعلق باللائحة التنفيذية للقانون رقم 14، والذي يلزم الجهات المعنية في دولة الإمارات على تطبيق الخطط والاستراتيجيات، التي تهدف إلى خفض معدلات الإصابة واالوفاة بالأمراض السارية. عن طريق الكشف المبكر عن هذه االأمراض، وتحديد سبب العدوى والإصابة من أجل السيطرة عليها. كما يحفظ القانون حقوق المصابين ويحدد واجباتهم، وطرق الابلاغ عن الأمراض السارية، وشروط الحجر الصحي، والاجراءات التي يخضع لها القادمون لدولة الإمارات من المصابين أو المشتبه باصابتهم بأحد هذه الأمراض.